# Miss Pettigrew Lives for a Day

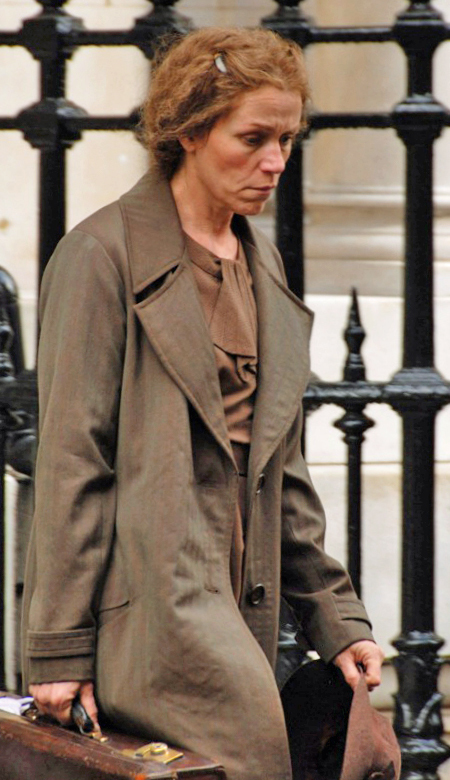
Frances McDormand op de set van Miss Pettigrew Lives for a Day

Miss Pettigrew Lives for a Day is een film uit 2008 onder regie van Bharat Nalluri. Het verhaal is gebaseerd op het boek uit 1938 van Winifred Watson. De film werd genomineerd voor een People's Choice Award in de categorie 'favoriete onafhankelijke film'.

## Verhaal
De film speelt zich af in de periode dat de Tweede Wereldoorlog dreigt uit te breken. Guinevere Pettigrew is een gouvernante die onlangs ontslagen is. Ze gaat op zoek naar een nieuwe baan en belandt bij de beginnend actrice Delysia Lafosse. Ze kijkt in eerste instantie neer op Delysia's wilde levensstijl. Delysia neemt geen blad voor de mond en houdt er drie vriendjes op na. Samen met de hulp van miss Pettigrew probeert Delysia te kiezen wie het meest geschikt is als haar partner.

## Rolverdeling
| Acteur            | Personage           |
| ----------------- | ------------------- |
| Frances McDormand | Guinevere Pettigrew |
| Amy Adams         | Delysia Lafosse     |
| Lee Pace          | Michael Pardue      |
| Ciarán Hinds      | Joe Blumfield       |
| Tom Payne         | Phil Goldman        |
| Sarah Kants       | Annabel Darlington  |
| Clare Clifford    | Margery             |
| Christina Cole    | Charlotte Warren    |
| Shirley Henderson | Edythe DuBarry      |